# 罗曼·万祖里亚克
羅曼·斯捷潘諾維奇·萬祖里亞克（羅馬化：Roman Stepanovych Vanzuryak；1980年4月13日—），烏克蘭政治人物，曾擔任切尔诺夫策州州长。

## 外部連結
- Profile